# Sumpf-Schwertlilie
Die Sumpf-Schwertlilie (Iris pseudacorus) – auch Gelbe Schwertlilie und Wasser-Schwertlilie (im Plattdeutschen auch Ebbersblomen) genannt – ist eine Pflanzenart in der Familie der Schwertliliengewächse (Iridaceae). Heimisch ist sie in Europa und Westsibirien. Im Mittelalter wurde sie auch als „Gelbe Lilie“ (geel lilien) und lateinisch unter anderem als Acorus und Gladiolus bezeichnet.

## Beschreibung
Die Sumpf-Schwertlilie wächst als ausdauernde, krautige Pflanze, die Wuchshöhen von 1 bis 2 m erreichen kann. Sie bildet ein dickes, waagerecht kriechendes Rhizom („Wurzelstock“) als Überdauerungsorgan. Die graugrünen, schwertförmigen, linealen Laubblätter sind bis zu 90 cm lang und 1 bis 3 cm breit, mit starker Mittelrippe und sind zweizeilig angeordnet.
Sie blüht von Ende Mai bis Juni. Der Blütenstand enthält nur eine Einzelblüte. Die gelben, zwittrigen, zygomorphen, dreizähligen Blüten besitzen, wie bei allen Schwertlilien, drei dunkel geaderte Hängeblätter sowie drei aufrecht stehende Domblätter. Sie bildet zylindrische, dreikammerige Kapselfrüchte, die 4 bis 8 cm lang sind und viele Samen enthalten.
Die Chromosomenzahl beträgt 2n = 34.

## Vorkommen und Gefährdung

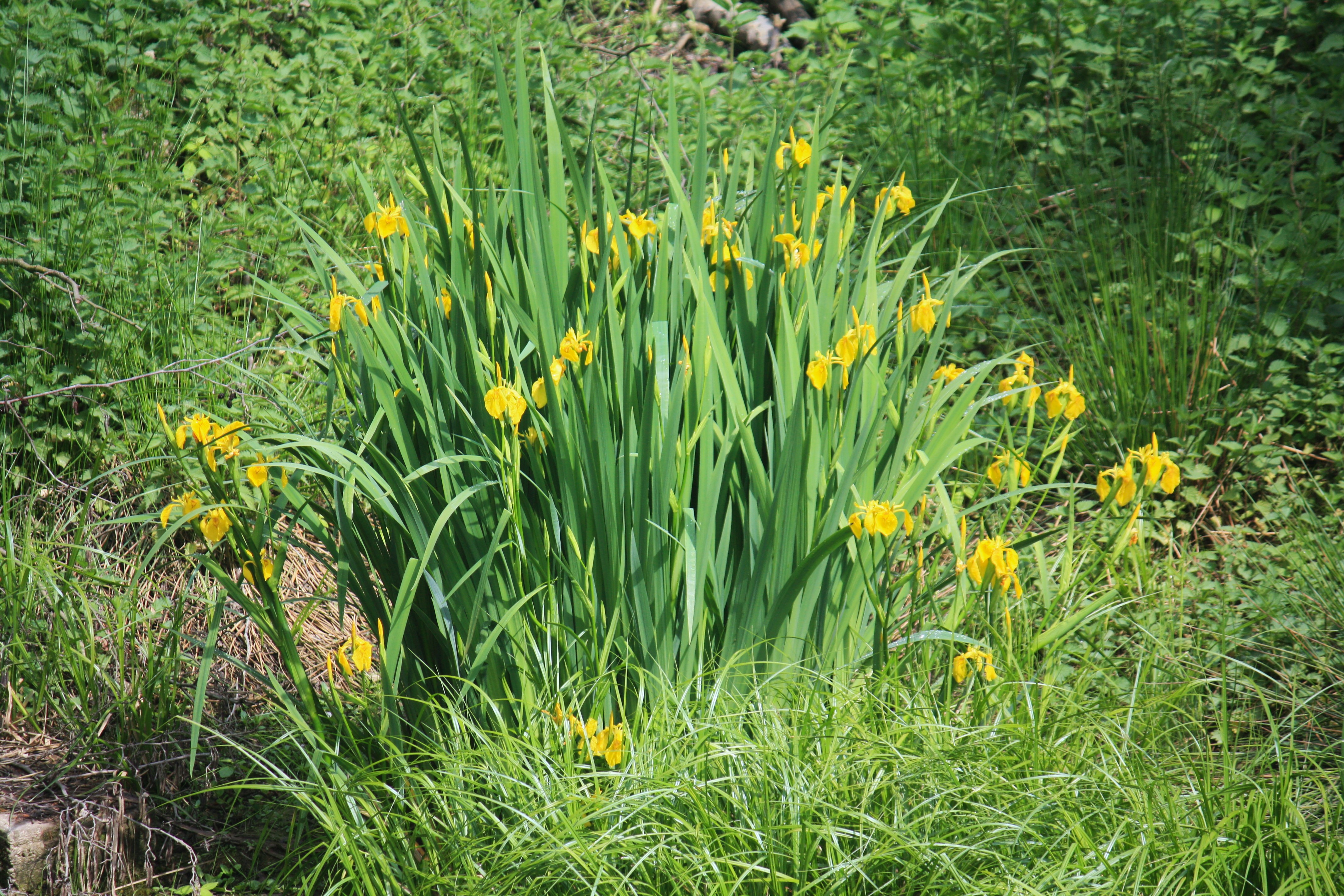
Sumpf-Schwertlilien an einem Weiher in Deutschland

Verbreitet ist die Sumpf-Schwertlilie in großen Teilen des westlichen Eurasiens. Das Verbreitungsgebiet reicht von Europa bis zum Kaukasus und vom Mittelmeergebiet bis zum Iran. In Nordamerika wurde sie Mitte des 19. Jahrhunderts als Zierpflanze eingeführt und hat sich heute über den größten Teil des Kontinents verbreitet. In Deutschland kommt sie in fast allen Regionen vor und fehlt nur in höheren Gebirgslagen.
Sumpf-Schwertlilien sind an den Ufern und in den Verlandungszonen stehender und fließender Gewässer, in Niedermooren und in Bruchwäldern zu finden.
Als Standort bevorzugt die Sumpf-Schwertlilie einen sonnigen bis lichtschattigen Platz, der nass bis feucht ist. Besonders gut gedeiht sie direkt im Wasser bis zu 20 cm – verträgt durchaus aber auch bis zu 40 cm Tiefe, bei der sie aber nicht so viel blüht. Besonders geeignet sind schwere Lehmböden.
Die Sumpf-Schwertlilie gilt in Deutschland als nicht gefährdet, ist aber nach Bundesartenschutzverordnung als besonders geschützt eingestuft.

## Ökologie
Auf den Blüten ist oft der auffällige Weißpunktige Schwertlilienrüssler anzutreffen, dessen Larve sich in den Früchten der Sumpf-Schwertlilie entwickelt.

## Nutzung

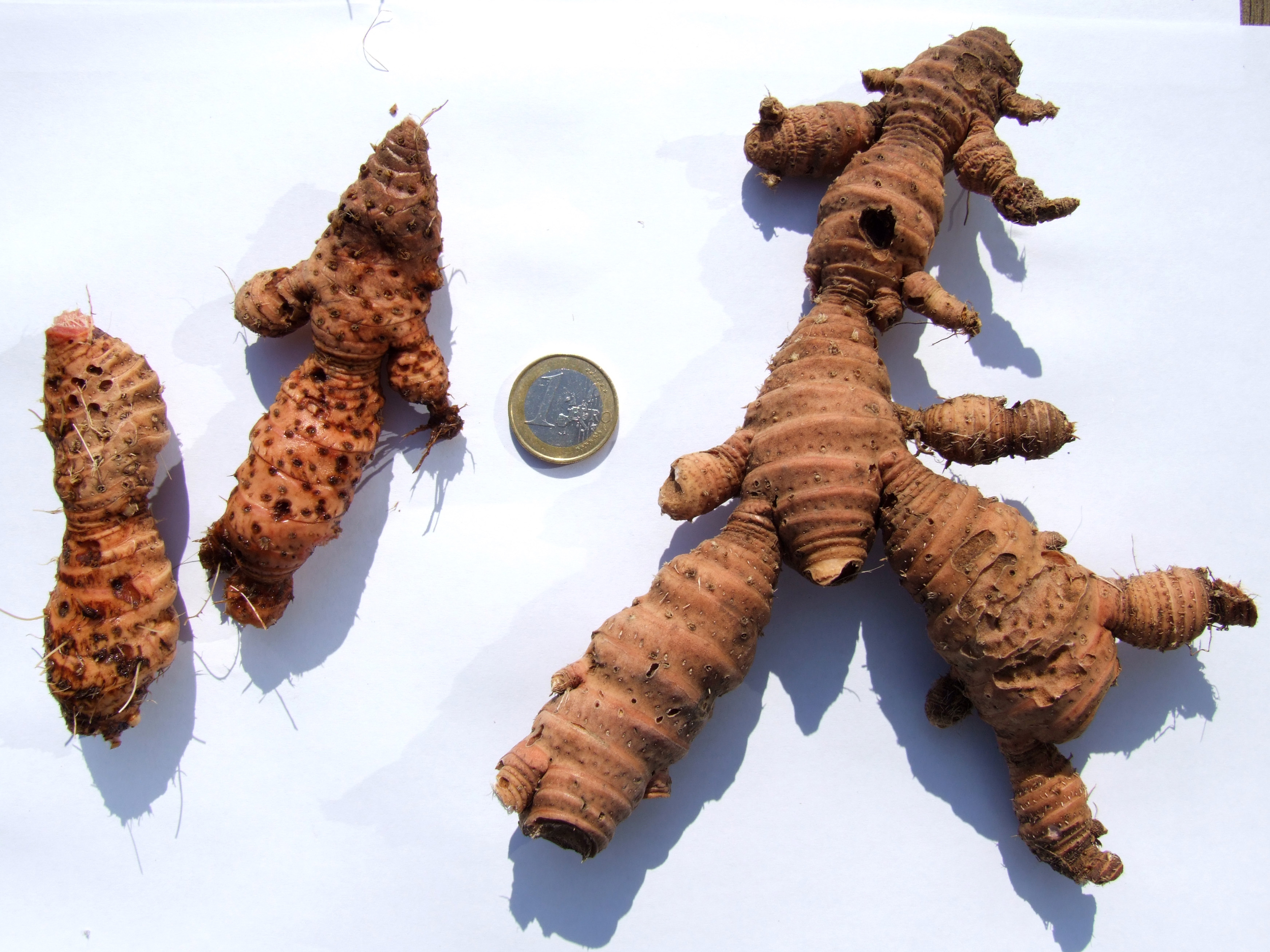
Rhizome

Die Sumpf-Schwertlilie  wird zerstreut als Zierpflanze für Gewässerufer genutzt. Sie ist seit spätestens 1561 in Kultur. Es gibt einige Sorten (Auswahl):
- Pallida: Die Blüten sind bleichgelb und die Domblätter länger.
- Variegata: Die Blätter sind längs weißgestreift.

Es sind auch Sorten mit gefüllten Blüten bekannt.
Alle Pflanzenteile sind giftig. Die höchste Konzentration befindet sich in den Rhizomen (Wurzelstöcken), die auch Gerbstoffe enthalten. Die auch als „Falscher Kalmus“ bezeichnete Pflanze bzw. ihr Wurzelstock, auch „Gilgenwurzel“ genannt, wurde früher wie die Blaue Schwertlilie (Iris germanica) zu verschiedenen medizinischen Zwecken eingesetzt.